# Хлотарь I
Хлотарь I (около 500 — 29 ноября 561) — король франков в 511—561 годах из династии Меровингов.

## Биография

### Королевство Хлотаря

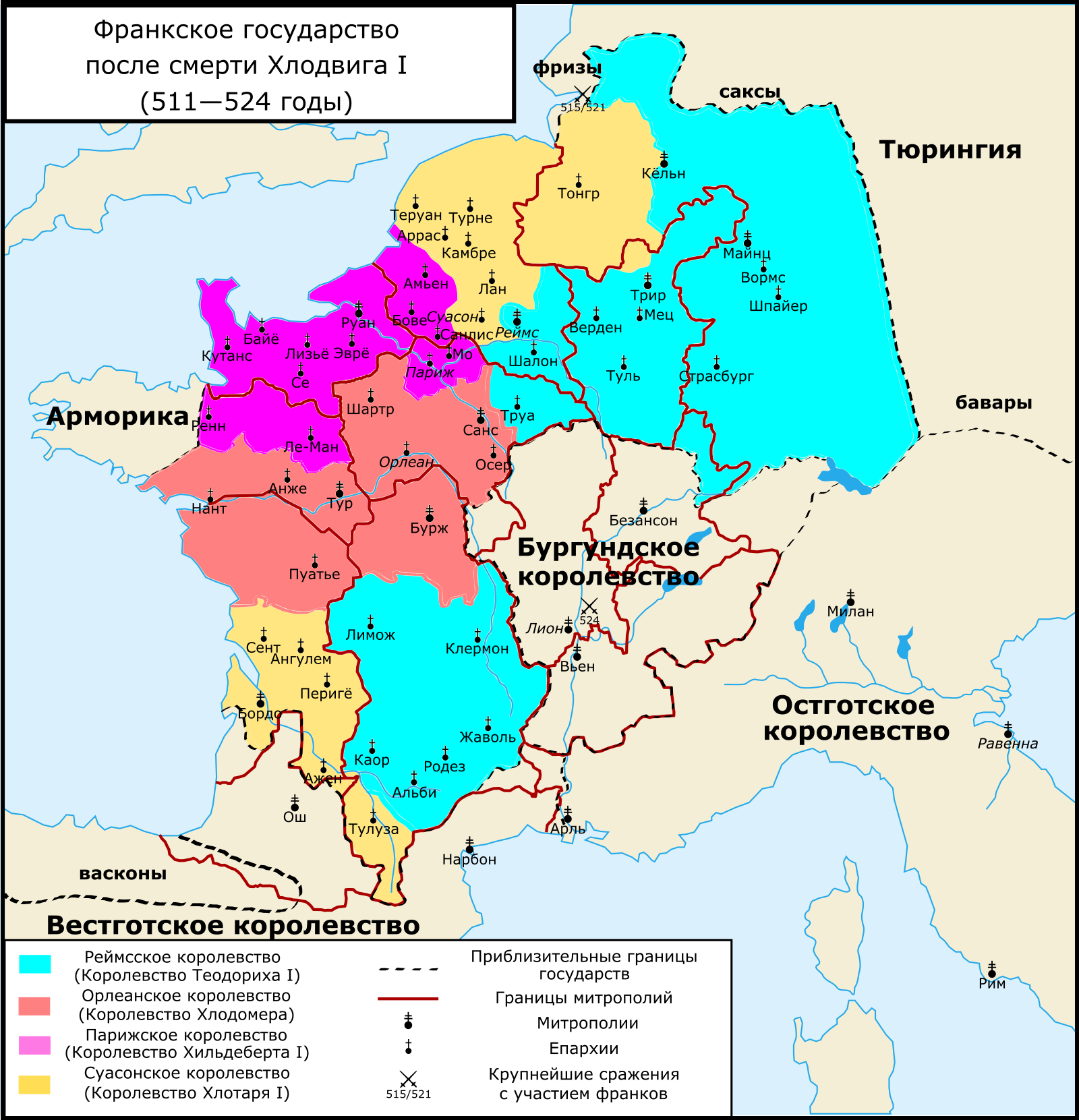
Франкское государство после смерти Хлодвига I (511—524 годы)

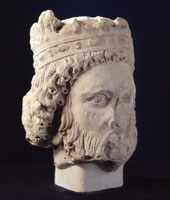
Голова Хлотаря I. Муниципальный музей Суассона

Хлотарь I был младшим сыном короля Хлодвига I и Клотильды Бургундской. В 511 году после смерти отца он по разделу Франкского королевства между братьями получил королевство Суассонское, куда входила большая часть старых франкских владений, земли между Соммой, Маасом и Северным морем (север и северо-восток Галлии), с городами Турне, Булонь, Аррас, Камбре, Нуайон, Лан и Суассон. В его аквитанскую часть владений входили, вероятно, область по среднему течению Дордони, Базас и Ажен. Столицей Хлотаря был Суассон.

### Походы в Бургундию и Тюрингию
В 523 году Хлотарь I вместе с братьями Хлодомером, королём Орлеанского королевства, и Хильдебертом I, королём Парижского королевства, отправился в военный поход против Королевства бургундов. Им удалось пленить и казнить короля бургундов Сигизмунда. После того как франкские короли ушли, брат Сигизмунда Годомар II собрал бургундов и отвоевал королевство.
В 524 году братья снова пошли войной на Бургундию, на этот раз объединившись со своим сводным братом, королём Австразии Теодорихом I. Они дошли до долины Изера, где бургунды в окрестностях Везеронса дали сражение франкам. Сначала перевес был на стороне франков, но затем Хлодомер, увлёкшись погоней, был окружен и обезглавлен (21 июня 524 года). После этой битвы Годомар II, хотя и вынужден был уступить королю остготов Теодориху Великому области между Дромом (или Изером) и Дюрансом, всё ещё продолжал править своими соплеменниками.
Вернувшись в Суассон, Хлотарь I взял в жены вдову Хлодомера Гунтеку. Впоследствии, сговорившись с Хильдебертом I, он собственноручно убил племянников, законных наследников брата, и разделил между собой и Хильдебертом его земли. Хлотарю отошли Тур и Пуатье и земли по нижнему течению Луары.
В 531 году Хлотарь I совместно с Теодорихом I вёл войну с тюрингским королём Герменефредом. Братья нанесли тюрингам сокрушительное поражение в битве на реке Унструт и захватили почти всю Тюрингию. Во время боевых действий Теодорих попытался убить Хлотаря, но его заговор провалился; братья рассорились, и Хлотарь удалился домой.

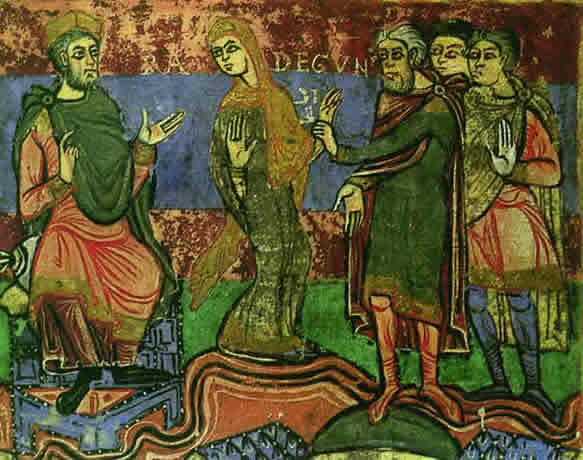
Радегунда предстает перед Хлотарём I. Житие Радегунды. XI век. Городская библиотека Пуатье

Хлотарь I во время этого похода взял в плен дочь тюрингского короля Бертахара Радегунду, которой в то время было 8 лет. Он решил её воспитать, а затем взять её себе в жены. Радегунде было дано изысканное образование. Затем в 538 году, вопреки желанию Радегунды, её обвенчали с королём Хлотарём, и она стала женой ненавистного ей человека. Она всячески уклонялась от своих королевских обязанностей и, наконец, после того как Хлотарь коварно убил её брата-заложника, используя для этого преступников, она решилась на побег от короля. Епископ Медард Нуайонский постриг её в монахини, и она основала в Пуатье девичий монастырь Святого Креста. Действительно, Радегунда для своего времени, видимо, была довольно образованной женщиной. Венанций Фортунат, живя в Пуатье, где Радегунда основала монастырь, часто проводил время в её обществе и посвятил ей много стихотворений, воспевающих её достоинство, ум и благочестие. В её житии, сочинённом им, повествуется о воспитании и жизни Радегунды при дворе короля Хлотаря, где её обучали не только тому, что надлежало знать женщине, но и словесности. Проводя время в молитвах, соблюдая посты и раздавая милостыню, Радегунда стала настолько известной, что почиталась в народе великой. Сам король Хлотарь не отличался особым благочестием по отношению к церкви, и даже приказал всем церквам своего королевстве выплачивать казне третью часть доходов (544 год).
В 532 году Хлотарь I, Хильдеберт I и Теодорих I отправились в очередной поход в Королевство бургундов. На этот раз им удалось окончательно разбить Годомара II, нанеся ему поражение в сражении при Отёне. В 534 году правители франков установили полный контроль над территорией Королевства бургундов. Эти земли были присоединены к Франкскому государству и разделены между Меровингами. Предполагается, что Хлотарю I досталась южная часть Бургундского государства между Валансом, Авиньоном и Амбреном, хотя полностью это источниками не подтверждено.

### Вражда с братьями

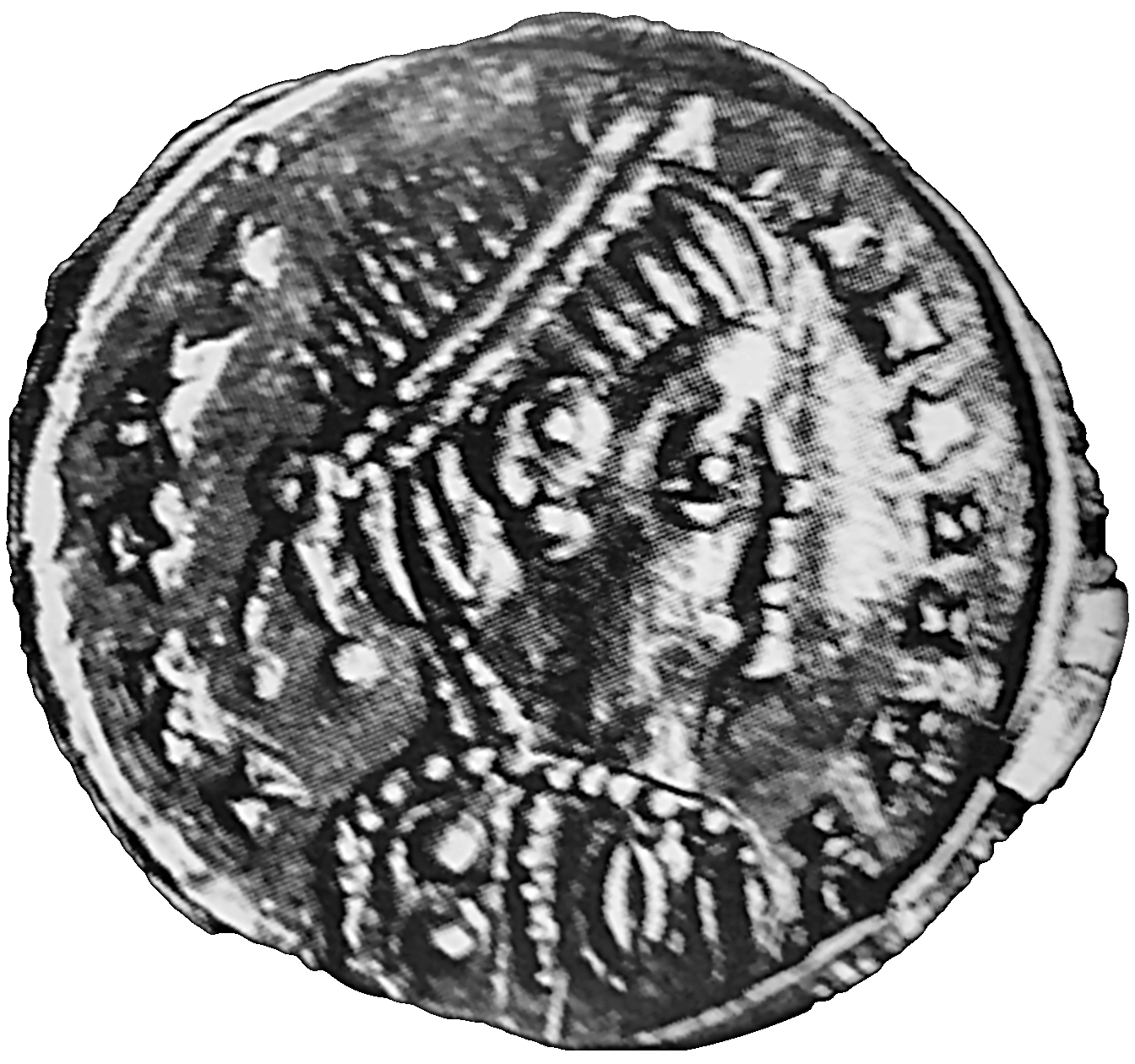
Серебряная монета Хлотаря I, отчеканенная в подражание монетам остготов. Национальная библиотека, кабинет медалей

В конце 534 года умер Теодорих. Хлотарь и Хильдеберт намеревались низвергнуть его сына и наследника Теодеберта, но того защитила дружина, и план братьев провалился. Позже Теодеберт и Хильдеберт объединились против Хлотаря и пошли на него войной, однако он укрылся в лесу, где сделал оборонительные засеки. Григорий Турский рассказывает, что небо услышало молитвы королевы-матери Клотильды, которая молила Святого Мартина уберечь братьев от вражды, и в то утро, когда Теодеберт и Хильдеберт собрались направить войско на Хлотаря, разразилась буря с градом и молнией, которая напугала лошадей и разметала палатки в лагере. Испугавшись божьего гнева, Теодеберт и Хильдеберт заключили с Хлотарём мир.
В 541 или 542 году Хлотарь поддержал Хильдеберта в походе против вестготов. Братья пересекли Пиренеи и осадили Сарагосу. Однако вестготы дали франкам отпор и те вынуждены были отступить, захватив, тем не менее, богатую добычу.

### Присоединение земель Теодебальда и походы на саксов
В 555 году умер внучатый племянник Хлотаря, Теодебальд, который правил в Австразии после смерти отца, короля Теодеберта. Хлотарь присоединил его земли к своим и женился на вдове Теодебальда, дочери лангобардского короля Вахо Вульдетраде, но вскоре по настоянию епископов оставил супругу.
В том же году Хлотарь подавил восстание саксов, своих данников. В то время саксы не были организованы в государство, а жили общинами и населяли область на севере Германии, к востоку от Рейна и к западу от нижнего течения Эльбы. И вот эти саксы, как утверждают, побуждаемые Хильдебертом и, негодуя на франков, вышли из своей области, пришли во франкскую землю и разорили всё до самого города Дойца. Хлотарь двинул войска против них и уничтожил большую их часть. Тюрингия, оказавшая помощь саксам, тоже подверглась опустошению. Марий Аваншский также упомянул сражение франков с саксами; он датирует его 555 годом: «В этом году взбунтовались саксы, и король Хлотарь с большим войском сразился с ними: множество франков и саксов погибло в этой битве, однако, король Хлотарь ушёл победителем».
Затем, чтобы вступить в формальные права владения бывшими землями Теодебальда, Хлотарь, следуя германскому обычаю, отправился объезжать новые владения. Во время этой поездки до него дошли слухи, что саксы намереваются отказаться платить дань. Согласно «Хронике Фредегара», ежегодная дань саксов, которую Хлотарь сам наложил на них, состояла из 500 коров. Хлотарь вынужден был провести против них ещё один поход. Когда он был недалеко от их границы, саксы направили к нему послов с просьбой о мире и обещанием платить прежнюю или даже большую дань. Хлотарь однако, подстрекаемый своими воинами, которых не удовлетворил размер добычи, не внял их просьбам и продолжил поход. Но когда завязалась битва, франки в ней потерпели полное поражение, и такое множество было убитых с той и другой стороны, что совершенно невозможно было ни определить их, ни сосчитать. Тогда Хлотарь попросил мира. Заключив мир, он вернулся восвояси. Марий Аваншский относит это событие к 556 году и ничего не говорит о поражении франков: «В этом году король Хлотарь дал сражение вновь взбунтовавшимся саксам, в нём была убита большая часть саксов». И именно к этому году он относит разгром Тюрингии, который у Григория Турского упоминается во время первого похода против саксов. «В этом году франки опустошили всю Тюрингию за то, что тюринги заключили с саксами военный договор».

### Присоединение земель Хильдеберта и вражда с сыном

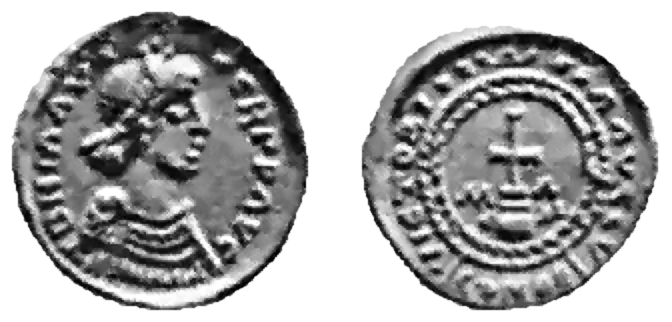
Денье с изображением короля Хлотаря I.

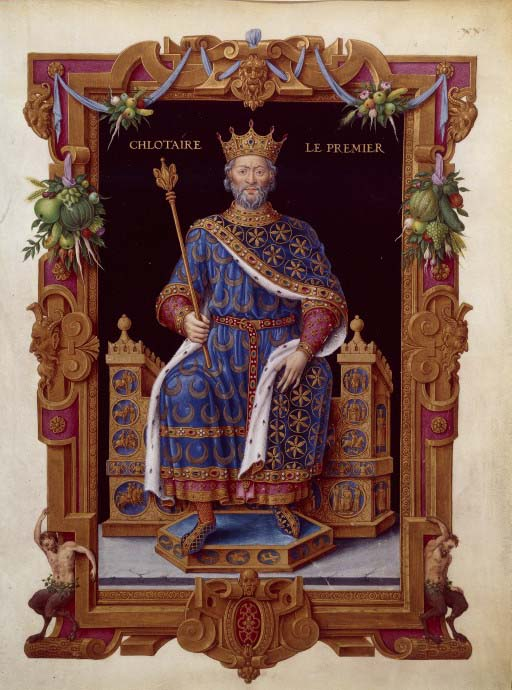
Хлотарь I (изображение из Национальной библиотеки Франции).

В последние годы жизни резко ухудшились отношения между Хлотарём и его братом Хильдебертом. При том, на сторону своего дяди перешёл и сын Хлотаря Храмн. Хлотарь послал его в Овернь, дав ему королевские полномочия и соответствующий титул (555 год). Храмн же, пребывая в Клермоне, согласно Григорию Турскому, совершил много безрассудных поступков. Он не любил того, кто мог дать ему хороший и полезный совет, а любил только ничтожных, безнравственных молодых людей, которых он собирал вокруг себя; он прислушивался к их советам и им же приказывал силой похищать дочерей у сенаторов. Храмн тут же начал плести интриги против отца, получив поддержку своего дяди Хильдеберта. Он приехал в Париж, заключил с Хильдебертом союз на верность и любовь и поклялся в том, что он самый злейший враг своему отцу. Храмн же, вступив в этот союз, возвратился в Лимож и подчинил своей власти те земли в королевстве своего отца, которые он раньше объехал. Также не преминула воспользоваться случаем и выступить против франков часть аквитанской знати, примкнувшая к Храмну, создавшему, то, что впоследствии получило название — «Первого Аквитанского королевства». Хлотарь послал против Храмна своих сыновей Хариберта и Гунтрамна. Те осадили Храмна в Лиможе, но Храмн известил через перебежчиков братьев о мнимой смерти отца (как раз в то время Хлотарь вёл войну с саксами). Братья сняли осаду и быстро возвратились в Бургундию. Храмн с войском отправился вслед за ними, занял Шалон-на-Соне и стал лагерем у крепости Дижон. Однако взять ему эту крепость не удалось. А Хильдеберт, до которого тоже дошли ложные вести о смерти Хлотаря, захватил Реймскую Шампань и дошёл до самого Реймса.
В 558 году умер Хильдеберт, не оставив наследников, и Хлотарь завладел его царством, объединив, таким образом, всё Франкское королевство под своей властью. Лишившись союзника, Храмн отправился в Бретань и укрылся там со своей женой и детьми у бретонского графа Хонобера.
В 560 году Хлотарь совершил поход в Бретань. Хонобер пал в бою. Храмн бежал к морю, где у него были наготове корабли, но был настигнут воинами своего отца. По приказу Хлотаря, Храмн вместе с женой и двумя дочерьми был запёрт в одной хижине в Ванне и сожжён (декабрь 560 года).

### Смерть
В 561 году Хлотарь отправился с многочисленными дарами к могиле блаженного Мартина, так как город Тур за год до этого пострадал от пожара, и все построенные в нём церкви пребывали в запустении. Вскоре по приказанию короля Хлотаря была покрыта оловом базилика блаженного Мартина и приведена в прежнее великолепное состояние. Затем Хлотарь вернулся в Брей, свою излюбленную резиденцию, и начал приготовления к большой осенней охоте в Кюизском лесу. Среди этих бурных занятий, которые уже не соответствовали его возрасту, он заболел лихорадкой и, приказав перевезти себя в своё ближайшее поместье в Компьень, умер 29 ноября 561 года, на 51-м году своего правления. Похоронен в базилике блаженного Медарда в Суассоне.

Галлия на момент смерти Хлотаря (561).

После его смерти Королевство франков вновь было разделено на четыре части между его сыновьями Хильпериком, Сигибертом, Гунтрамном и Харибертом.

### Семья
- С 517 года — Ингунда (букв. «Воинственная как Ингваз»; около 499 — после 546), Дочь Хлодомера II, короля Вормса, и Арнегунды Саксонской.
  - Гунтар — упоминается как старший сын Хлотаря от Ингунды в «Истории франков» Григория Турского[26]. Григорий также рассказывает, что во время войны с вестготами в 532 году Хлотарь и его брат Теодорих I послали своих старших сыновей Гунтара и Теодеберта отвоевать земли захваченные вестготами. Гунтар дошёл до Родеза и, неизвестно почему, повернул обратно.[27] Видимо, Гунтар умер раньше отца.
  - Хильдерик — за исключением того, что он являлся следующим по старшинству после Гунтара сыном Хлотаря от Ингунды о нём ничего не известно; видимо, умер в раннем возрасте[26].
  - Хариберт I (около 520—567), король Парижского королевства
  - Гунтрамн (около 525—592), король Бургундии[28].
  - Хлодосвинта (527 — около 567), жена Альбоина, короля лангобардов[29]
  - Сигиберт I (535—575), король Австразии
- С 523 года — Арнегунда (букв. «Воинственная орлица»; около 515 — около 573), сестра Ингунды. Когда Ингунда обратилась к мужу с просьбой найти достойного супруга для её сестры, Хлотарь, по словам Григория Турского, не нашёл никого достойнее себя, и женился на Арнегунде сам.
  - Хильперик (около 537—584), король Суассонского королевства
  - Блитхильда
- С 525 г. — Гунтека Бургундская (около 495 — около 532), вдова Хлодомира, брата Хлотаря
- С 538 года — Радегунда (около 518 — 13 августа 587), дочь Бертахара, короля Тюрингии. В возрасте восьми лет Радегунда стала пленницей Хлотаря, выросла и была воспитана при его дворе. Затем Хлотарь взял её в жены. Радегунда отказывалась покориться супругу и пыталась бежать после того, как Хлотарь убил её брата, которого также держал в заложниках. После попытки побега постриглась в монахини, основала в Пуатье девичий монастырь (аббатство Сен-Круа) и жила там до самой смерти. Канонизирована (Св. Радегунда).
- Хунзина
  - Храмн (? — декабрь 560)
- С 555 года — Вульдетрада, вдова внучатого племянника Хлотаря Теодебальда, вторая дочь Вахо, короля лангобардов. Вскоре Хлотарь развёлся с ней по настоянию церкви.

Также у Хлотаря был сын от неизвестной любовницы, Гундовальд, претендовавший на престол франков.